# Vadim Menkov
Vadim Yurevich Menkov (ur. 12 lutego 1987) – uzbecki kajakarz, dwukrotny mistrz świata.
Jest czterokrotnym medalistą mistrzostw świata w konkurencji kanadyjek. Tytuł najlepszego zawodnika na świecie zdobył w Dartmouth, podczas mistrzostw świata w 2009 i w Poznaniu, podczas mistrzostw świata w 2010 roku, wygrywając finałowe wyścigi na dystansie 1000 m.
Uczestnik igrzysk olimpijskich w Pekinie w 2008 roku. W finale na dystansie 1000 m w konkurencji kanadyjek zajął 4. miejsce, a na dystansie o połowę krótszym odpadł w kwalifikacjach.